# NGC 1012
NGC 1012 é uma galáxia espiral (S0-a) localizada na direcção da constelação de Aries. Possui uma declinação de +30° 09' 05" e uma ascensão recta de 2 horas, 39 minutos e 14,7 segundos.
A galáxia NGC 1012 foi descoberta em 11 de Setembro de 1784 por William Herschel.